# Fermentacje
Fermentacje – debiutancki album grupy Bimber Polland.

## Lista utworów
1. "Eight days a week"
2. "Ja chcę być z tobą"
3. "Puste ulice"
4. "Szukałem ciebie na wierzchu"
5. "Chwalcie potęgę pieniądza"
6. "Kto żył, kto umierał"
7. "Twoja ambicja"
8. "Rozpadam się na kawałki"
9. "Jesteś wiatrem"
10. "Wszystko możesz zmienić"
11. "Nie chcę tu siedzieć"
12. "Wino, wódka, papierosy"
13. "Nie wierzę w demokrację"
14. "Zabierzcie mnie stąd"
15. "Mam to na dnie"
16. "Gdy wybije dzwon"

## Twórcy
- Dariusz Boratyn – gitara elektryczna, śpiew
- Krzysztof Zawadka – gitara prowadząca
- Tomasz Grochowalski – gitara basowa
- Piotr Pawłowski – perkusja